# Shunki Takahashi
Shunki Takahashi (Saitama, 4 mei 1990) is een Japans voetballer.

## Carrière
Shunki Takahashi speelde tussen 2009 en 2012 voor Urawa Red Diamonds. Hij tekende in 2012 bij JEF United Ichihara Chiba.